# Prison Terminal: The Last Days of Private Jack Hall
Prison Terminal: The Last Days of Private Jack Hall ist ein US-amerikanischer Dokumentar-Kurzfilm von Edgar Barens aus dem Jahr 2013. Der Film, der sich mit dem Leben und Sterben des Häftlings Jack Hall beschäftigt, war bei der Oscarverleihung 2014 für einen Oscar als „Bester Dokumentar-Kurzfilm“ nominiert, unterlag aber The Lady in Number 6.

## Inhalt
Jack Hall ist ein 82-jähriger Häftling im Iowa State Penitentiary, einem Hochsicherheitsgefängnis. Hall ist schwer krank und benötigt Pflege. Edgar Barens begleitete Jack Hall in den letzten Monaten seines Lebens mit der Kamera.
George William „Jack“ Hall, (1924–2006), der von 1942 bis 1945 als Soldat im Zweiten Weltkrieg gedient hatte und mit der European-African-Middle Eastern Campaign Medal ausgezeichnet wurde, verbüßt eine lebenslange Haftstrafe wegen Mordes im Iowa State Penitentiary. Hall erschoss mehr als zwei Jahrzehnte zuvor den Drogendealer, der seinen jüngsten Sohn süchtig gemacht hatte. Der Familienvater sitzt zu Beginn des Films seit 21 Jahren im Gefängnis. Seit einem Herzinfarkt, von dem er sich nie vollständig erholte, lebt er in einer Zelle auf der Krankenstation.
Die Haftanstalt, in der Hall lebt, eröffnete im Jahr 2005 ein eigenes, durch Spenden finanziertes Hospiz. Zwei Zimmer der Krankenstation wurden als Sterbezimmer hergerichtet, sechs Insassen meldeten sich freiwillig für eine Weiterbildung zum Sterbebegleiter. Die Einrichtung der Sterbezimmer wurde zum Teil von den Häftlingen selbst hergestellt.
Jack erklärt, dass 82 Jahre genug sind und er keine lebenserhaltenden Maßnahmen mehr wünscht. Er zieht in das Gefängnishospiz um und wird dort von Mitgefangenen bis zu seinem Tod 14 Tage später gepflegt.

## Rezeption
Anthony Kaufman bewertete den Film für sundancenow.com und fand die Darstellung des vor den Augen des Zuschauers langsam sterbenden Protagonisten durchaus kraftvoll, den Film aber insgesamt zu vorhersehbar.